# Slavení prvních pátků a prvních sobot

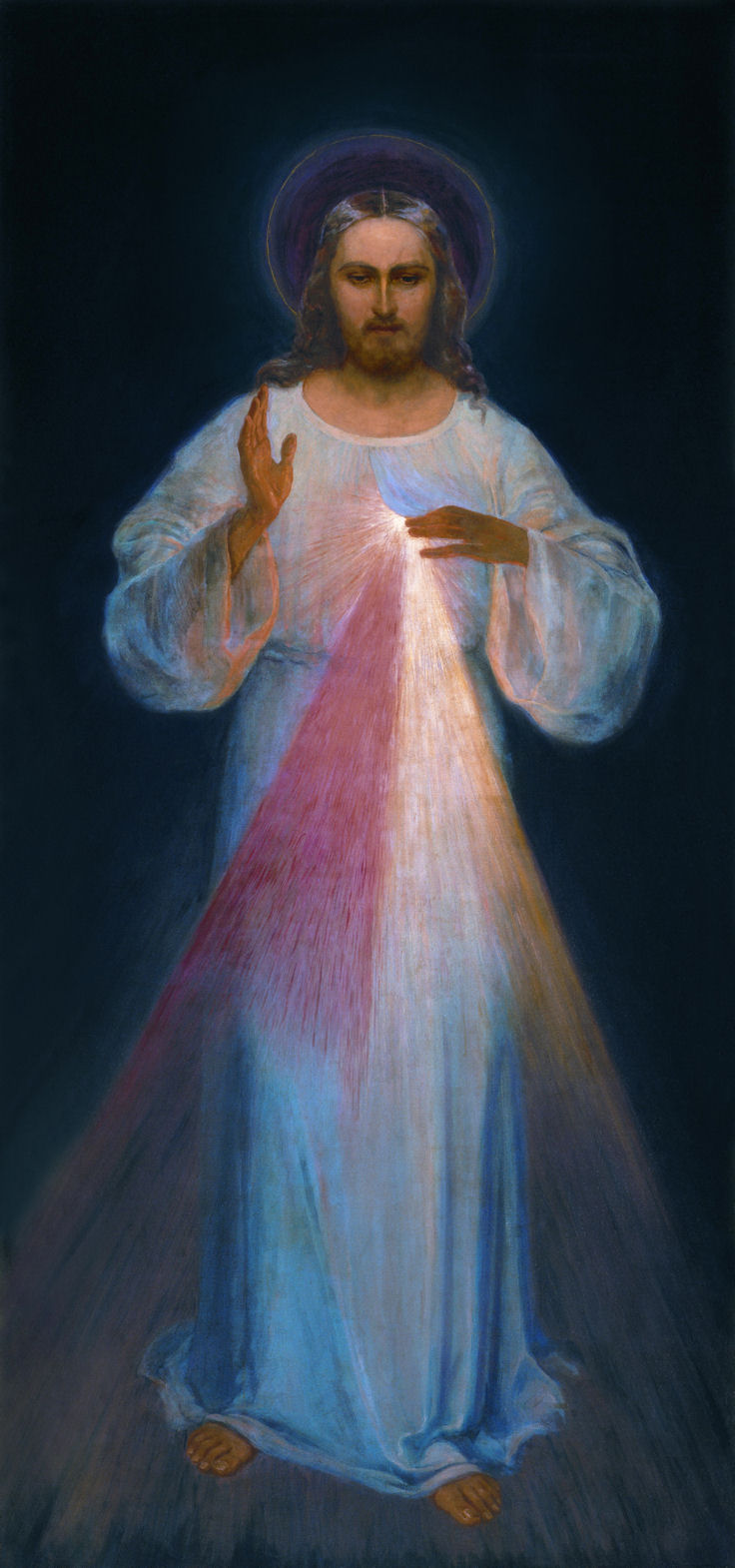
Obraz milosrdného Ježíše
(Evžen Kazimirowski)

Slavení prvních pátků a prvních sobot v měsíci je specifický fenomén zbožnosti v katolické církvi. Jedná se o sérii úkonů, které jsou konány buď o prvním pátku v měsíci ke cti Nejsvětějšího srdce Ježíšova, či o první sobotě v měsíci ke cti Neposkvrněného srdce Panny Marie.

## První pátky
Slavení prvních pátků je spojené s osobností katolické světice Markéty Marie Alacoque (17. století), která údajně prožívala vidění samotného Ježíše Krista, jenž ji vyzýval k šíření úcty vůči pátku, dni, ve kterém byl umučen na kříži. Markéta Marie hlásala úctu k pátečnímu dni za účelem připomenutí Ježíšovy spasitelské oběti.
V katolické církvi existuje pobožnost prvních devíti pátků. Věřící, kteří tuto pobožnost slaví, přistupují o prvním pátku ke svaté zpovědi a přijímají eucharistii, zpravidla se též účastní mše svaté. Řada katolíků věří, že naplnění této pobožnosti přináší do osobních životů zvláštní milosti.
Svatá Markéta Marie Alacoque vzpomíná na události zjevení takto:
| „ | Tiše jsem odpočívala na Ježíšově Srdci a Pán mi odhalil zázraky své nekonečné lásky a tajemství svého Božského Srdce, které byly doposud přede mnou zahaleny závojem tajemství. Nemohla jsem být na pochybách ohledně zjevení, protože Pán velmi otevřeně a jednoznačně ke mně promluvil: "Moje Božské Srdce tak nekonečně miluje lidi, že hořící plameny své Lásky již nemůže v sobě udržet. Tvým prostřednictvím, ač si jen nevědomým nástrojem mého milosrdenství, chci obohatit lidstvo o poklady svého Božské Srdce. Tobě odhalím nekonečnou cenu těchto pokladů, které představují nesmírné množství milostí, určených pro záchranu otupeného a lhostejného lidstva. | “ |

### Přísliby ctitelům Ježíšova Božského srdce dle Markéty Marie Alacoque
- Budu je těšit ve všech útrapách a protivenstvích.
- Budu žehnat všem jejich pracím a podnikům.
- Dám jim všechny milosti potřebné jejich stavům.
- Budu jejich bezpečným útočištěm v životě, ale zvlášť v hodinách jejich smrti.
- Hříšníci naleznou v mém Srdci pramen a nekonečné moře milosrdenství.
- Vlažné duše se stanou horlivými.
- Horliví se brzy povznesou k velké dokonalosti.
- Kněžím dám milost, že přivedou k pokání i nejzatvrzelejší hříšníky.
- Rodinám, v nichž bude mé Srdce ctěno, dám pokoj a mír.
- Budu žehnat domům, v nichž bude vystaven a ctěn obraz mého Srdce.
- Jména těch, kteří tuto úctu rozšiřují budou navždy zapsána v mém srdci.
- Těm, kteří po devět měsíců každý první pátek půjdou ke svatému přijímání a svátosti smíření, dám milost, že vytrvají v kajícnosti až do konce a nezemřou ve stavu nemilosti. Mé Srdce jim bude bezpečným útočištěm.[3]

### Příslib devíti prvních pátků
Nejvýznamnějším příslibem je patrně příslib dvanáctý, podle kterého ten, který půjde po devět po sobě následujících prvních pátků v měsíci ke svátosti smíření a ke svatému přijímání, nezemře ve stavu nemilosti, čili bude mít příležitost se před smrtí smířit s Bohem. Toto je pro věřícího katolíka velmi důležité s ohledem na naději na věčnou spásu a nebeskou blaženost. Podle jiného zdroje se příslib týká pouze svatého přijímání, nikoliv zpovědi.
| „ | Marketa o tom vypravuje: »Nemýlím-li se, řekl Pán mně, své nehodné služce, jednou v pátek při sv. přijímání: Slibuji ti v nesmírném milosrdenství Srdce svého, že všemohoucí moje láska propůjčí všem, kdož devět po sobě jdoucích prvních pátků měsíce mne přijmou, milost konečného setrvání. Nezemrou ve stavu nemilostia bez sv. svátostí. Božské mé Srdce jimi bude bezpečným útočištěm v posledních okamžicích.« | “ |

## První soboty

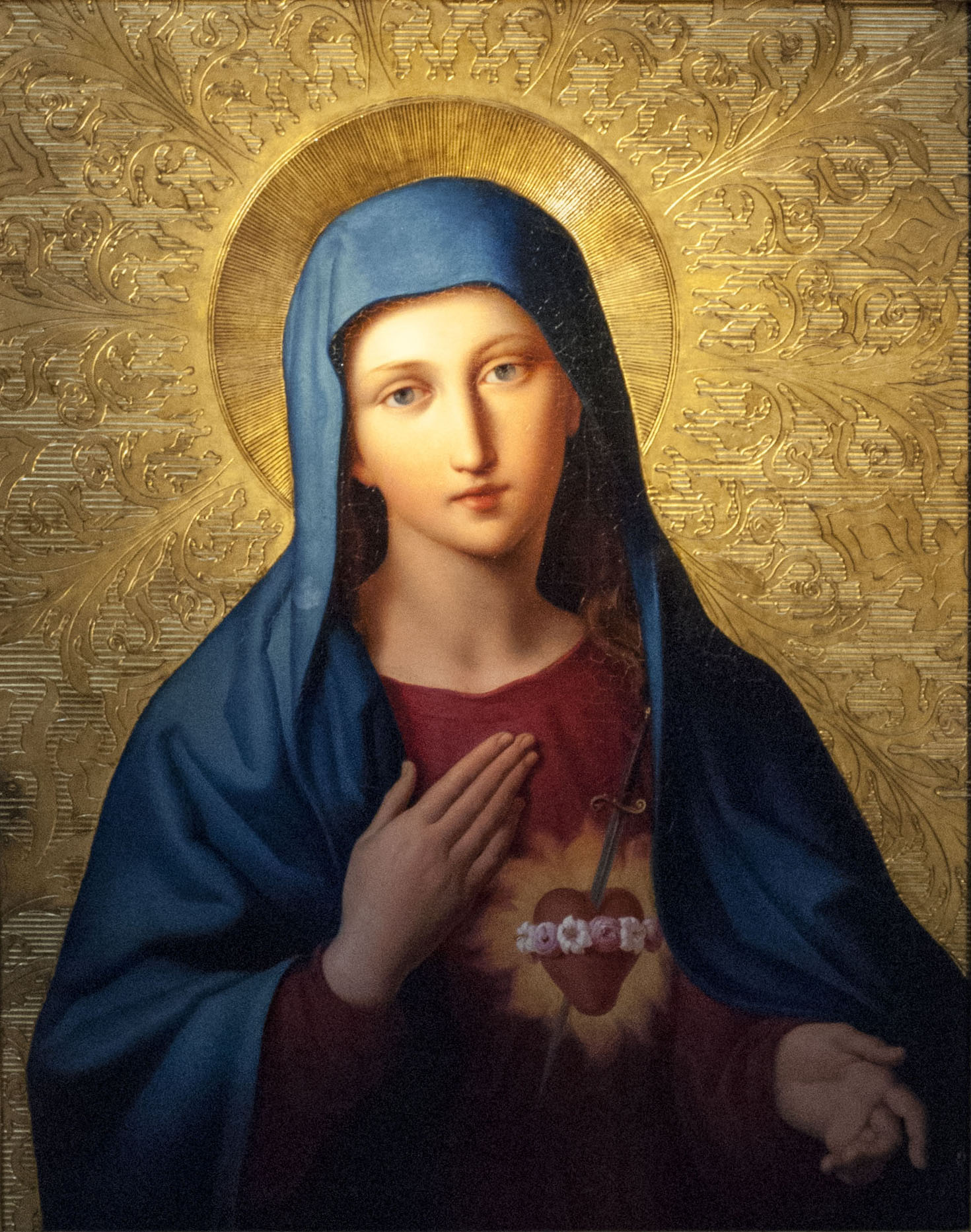
Neposkvrněné srdce Panny Marie

Slavení prvních mariánských sobot je silně spojeno se Zjeveními Panny Marie ve Fatimě (1917). Panna Maria žádala úctu ke svému srdci již při druhém zjevení 13. června 1917. Při pozdějším zjevení 10. prosince 1925 zdůrazňuje Panna Maria svou prosbu ústřední fatimské vizionářce, Lúcii dos Santos:
| „ | Dcero, pohleď na mé Srdce, ovinuté trny, kterými je nevděční lidé probodávají rouháním a nevděkem. Snaž se alespoň ty mě potěšit a řekni, že slibuji všem, kdo se po dobu pěti měsíců v první sobotu vyzpovídají, přijmou svaté přijímání, pomodlí se růženec a stráví 15 minut při rozjímání 15 tajemství růžence, že jim budu blízko v hodině smrti se všemi milostmi, které potřebují ke spáse. | “ |

### Pobožnost prvních pěti mariánských sobot
Na základě tohoto zjevení Lúcii dos Santos byla ustanovena pobožnost prvních pěti mariánských sobot, která je spojena s následujícím příslibem Panny Marie:
„Všem, kdo po pět po sobě následujících prvních sobot v měsíci splní požadované podmínky (tj. svatá zpověď, svaté přijímání, modlitba růžence a 15 minut rozjímání některého z růžencových tajemství), slibuji, že při nich budu v hodině smrti se všemi milostmi potřebnými ke spáse jejich duše."

## Dvojitá velká novéna
Úctu jednak k Nejsvětějšímu Srdci Ježíšovu, jednak k Neposkvrněnému Srdci Panny Marie, propojuje "dvojitá velká novéna", která vznikla na podkladě vizí maďarské mystičky 20. století Marie Natálie Magdolny. Ta měla 15. srpna 1942 následující vidění:
| „ | Zde je Neposkvrněné Srdce mé Matky, do kterého já (Ježíš) ukládám všechny milosti pro svět a pro duše. Toto Srdce je zdrojem všech milostí, ze kterého pramení život a posvěcení pro svět. Jako nebeský Otec svěřil vše Mi, stejným způsobem já předávám sílu, která vítězí nad světem i hříchem, Neposkvrněnému Srdci své Matky. Skrze svou dceru, Markétu Marii Alacoque, jsem přislíbil světu veliké veci, ale neboť má laskavost nezná konce, nyní nabízím ještě více. | “ |

Dvojitá velká novéna spočívá v tom, že souběžně absolvujeme devět prvních pátků, tak devět prvních mariánských sobot. Podmínky prvních pátků jsou uvedeny výše, svatá zpověď, svaté přijímání, podmínky prvních sobot rovněž, čili svatá zpověď, svaté přijímání, modlitba růžence a 15 minut rozjímání některého z růžencových tajemství. Zpověď v sobotu již jistě není třeba opakovat, předchází-li ji zpověď páteční a člověk neupadl během jednoho dne do stavu smrtelného hříchu, jenž by mu neumožnil přistoupit v sobotu ke svatému přijímání.

### Přísliby dvojité velké novény
- Všechno, co od mého Srdce vyprošují skrze Srdce mé Matky, jim udělím ještě během novény, když o to prosí s důvěrou.
- Ve všech životních okolnostech pocítí podporu a požehnání mé Matky.
- Mír, porozumění a láska zavládne v duších a rodinách.
- V rodinách nebude svárů, zklamání a nespravedlnosti.
- Manželé se nebudou rozvádět a rozvedení se zase vrátí k sobě.
- Rodiny si budou rozumět a až do konce vytrvají v pravé víře.
- Matky v požehnaném stavu zakusí zvláštní ochranu mé Matky a dosáhnou všeho, co pro sebe a své dítě vyprošují.
- Chudým se dostane příbytku a chleba.
- Duše získají zálibu v modlitbě a utrpení a naučí se milovat Boha, bližního i nepřátele.
- Hříšníci neupadnou znovu do svých dřívějších hříchů a dosáhnou nejen odpuštění hříchů, ale dokonalou lítostí a láskou získají znovu křestní nevinnost.[7]

### Marek "Orko" Vácha o prvních sobotách
Citace:
| „ | Jedna z nabízených milostí mne zaujala: Je možno někomu vyprosti dar obrácení. To už jsem byl na gymnáziu a měl leccos načteno z biologie a z metodologie vědy. Výzva ležela černá na bílé: Stačí jít devět prvních sobot za sebou do kostela a vždy v tu dobu přijmout eucharistii, jít ke zpovědi a je možno někomu vyprosti obrácení. Znělo to skutečně jak ze 17. století. Přišlo mi to jako velké slovo a jak známo, rozhodčím ve vědě je experiment. Vybral jsem tedy z naší třídy náhodnou spolužačku, jako bych prstem píchl do vzduchu, takovou, jakou jsem vlastně ani moc neznal, ona měla své kamarády a já zase ty své, to jsem ve své středoškolské naivitě považoval za důležité, aby věc nebyla kontaminována emocemi a jakýmikoli osobními vazbami. | “ |

| „ | V červenci byla poslední první sobota a už byly hluboce prázdniny. Přece jenom s určitým napětím jsem čekal, zda se v tu sobotu něco nestane, a nestalo se nic. Ani v neděli se nestalo nic. Pohlednici od oné spolužačky s tím, že je v zrovna v Rumunsku na horách, že uvěřila v Boha a chce se nechat pokřtít, jsem našel v poštovní schránce v pondělí ráno. | “ |